# William Hood Simpson
William Hood Simpson (Weatherford, 18 maggio 1888 – San Antonio, 15 agosto 1980) è stato un generale statunitense.
Ufficiale statunitense con importanti funzioni di comando durante la seconda guerra mondiale, Simpson, dopo aver prestato servizio durante la spedizione messicana del 1917 e la prima guerra mondiale, assunse dal settembre 1944 il comando della nuova 9ª Armata schierata sul fronte occidentale che guidò con tenacia ed efficienza durante numerose battaglie del 1944-45. In particolare si distinse nei duri scontri sulla Linea Sigfrido e soprattutto nella veloce avanzata finale delle forze alleate nel cuore della Germania, contribuendo a chiudere la sacca della Ruhr e conducendo le sue divisioni corazzate verso l'Elba che esse raggiunsero per prime il 12 aprile 1945.
Al termine di questa avanzata che portò l'armata del generale Simpson più avanti di ogni altra formazione alleata, il generale ricevette l'ordine di fermarsi e quindi non poté proseguire oltre l'Elba in direzione di Berlino. Ufficiale preparato, freddo e alieno da protagonismi, dimostrò le sue notevoli capacità durante la contrastata campagna in Europa occidentale e ricevette la stima e l'apprezzamento di Eisenhower, Patton e Marshall.

## Biografia

### Gli inizi della carriera militare
Figlio di un allevatore di bestiame del Texas, William H. Simpson entrò all'Accademia Militare di West Point nello stesso anno di George Patton, ma non si distinse particolarmente nel corso di studi finendo penultimo classificato della sua classe diplomata nel 1909, mentre Patton fu il primo del corso. Promosso tenente di fanteria, il giovane ufficiale servì nelle Filippine e poi durante la spedizione punitiva in Messico contro Pancho Villa del 1916, guidata dal generale John Pershing.
All'inizio della partecipazione americana alla prima guerra mondiale, Simpson, promosso capitano, entrò in combattimento sul fronte occidentale inquadrato nella 33ª Divisione fanteria ed ebbe modo di distinguersi per coraggio e valore, ottenendo numerose decorazioni e venendo promosso prima maggiore e quindi tenente colonnello con incarichi di stato maggiore nella divisione. Negli anni tra le due guerre mondiale Simpson ebbe vari incarichi in scuole militari prima di passare al comando del 9º reggimento fanteria a Fort Sam Houston in Texas, mentre all'entrata in guerra degli Stati Uniti nel secondo conflitto mondiale nel dicembre 1941, l'ufficiale venne promosso maggior generale e assegnato al comando della 35ª Divisione fanteria, appena costituita nel quadro del grande ampliamento dell'Esercito americano e trasferita in California per addestramento.

### La seconda guerra mondiale
Dopo un periodo negli Stati Uniti finalmente nel maggio 1944 il generale Simpson, promosso tenente generale, arrivò in Gran Bretagna per prendere il comando della nuova 9ª Armata, destinata ad entrare in azione sul fronte di Normandia; il 5 settembre la nuova armata al comando di Simpson venne attivata a Brest, alle dipendenze del 12º Gruppo d'armate del generale Omar Bradley, per dirigere i duri combattimenti per la conquista dell'importante porto fortificato strenuamente difeso dalle forze tedesche del generale Bernhard Ramcke. Il 20 settembre 1944 la città cadde in mano alle forze della 9ª Armata di Simpson che quindi furono libere di avanzare in Francia per schierarsi quindi il 23 ottobre in Belgio sul fianco sinistro del Gruppo d'armate del generale Bradley, affiancando la 1ª Armata del generale Courtney Hodges e la 3ª Armata del generale Patton e partecipando all'aspra battaglia d'autunno sulla Linea Sigfrido.
Durante queste dure battaglie il generale Simpson guidò dal 16 novembre la sua armata in una difficile e contrastata avanzata in direzione del fiume Roer, sperando di avvicinarsi a Colonia, ma la efficace resistenza nemica costò molte perdite e rallentò la marcia delle truppe americane che il 10 dicembre si arrestarono infine tra Düren e Linnich anche per il rischio di un allagamento del terreno da parte dei tedeschi, ancora in possesso delle dighe sul Roer e sull'Erft. Il 16 dicembre 1944 la Wehrmacht sferrò di sorpresa la violenta offensiva delle Ardenne che mise in grave difficoltà la 1ª Armata di Hodges, schierata sulla destra della 9ª Armata di Simpson; gli americani rischiarono una disfatta strategica ed il generale Eisenhower fu costretto a sospendere tutte le operazioni offensive previste ed a rischierare precipitosamente le sue forze. Il generale Simpson dovette quindi inviare a sud per soccorrere le forze del generale Hodges la sua 7ª Divisione corazzata che si batté valorosamente e con successo nelle difesa di Saint-Vith.
Inoltre a partire dal 22 dicembre il generale Eisenhower effettuò un'inattesa ristrutturazione della catena di comando delle sue armate, passando la 1ª Armata di Hodges e la 9ª Armata di Simpson sotto la guida del 21º Gruppo d'armate del feldmaresciallo britannico Montgomery, incaricato di resistere e poi contrattaccare sul lato settentrionale della sacca delle Ardenne. Il generale Simpson si trovò quindi a dipendere per alcuni mesi dal difficile ed eccentrico generale britannico con cui peraltro riuscì a mantenere rapporti corretti e proficui grazie soprattutto alla sua calma ed alla sua pazienza.

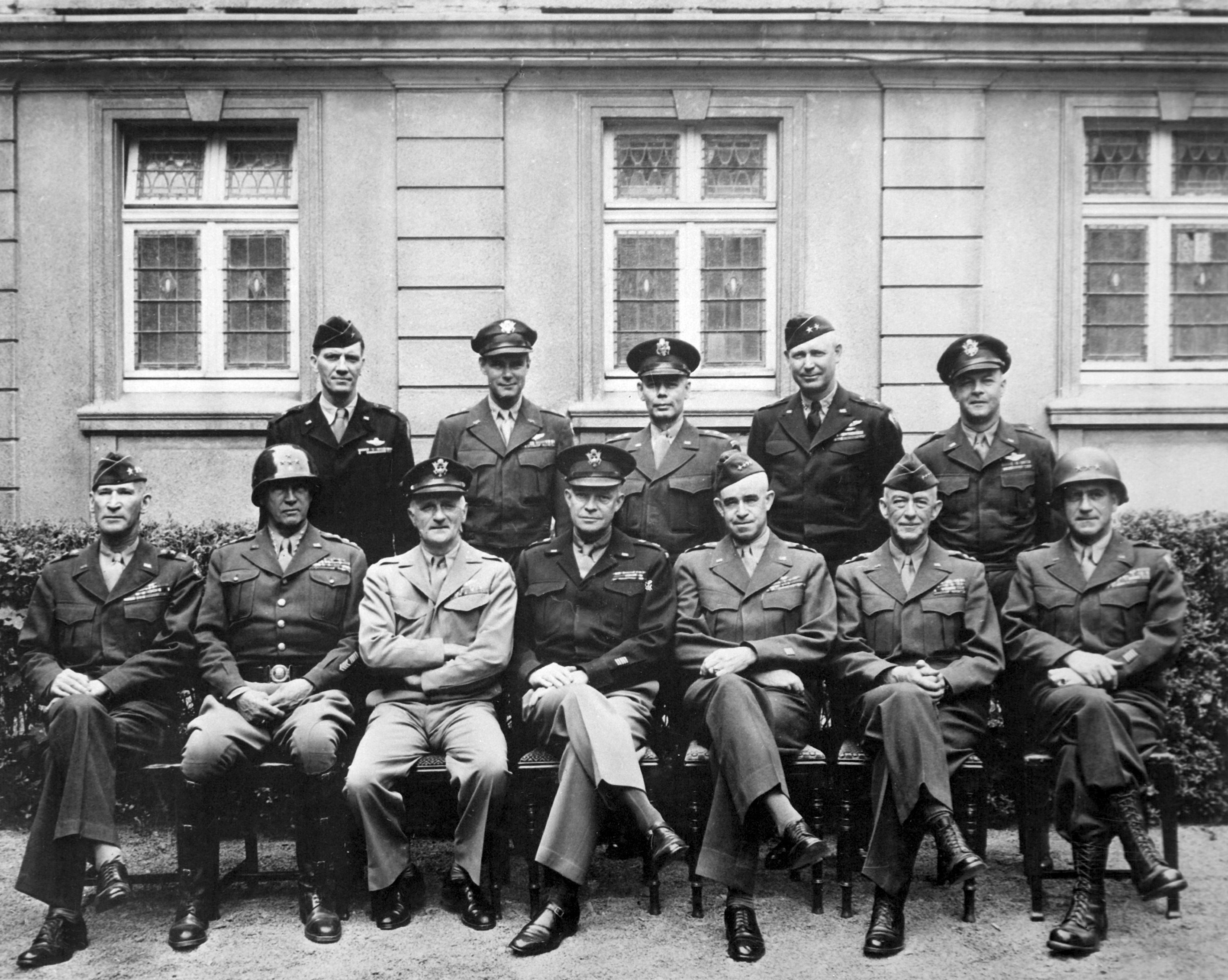
Alcuni dei più importanti ufficiali statunitensi. Il generale William H. Simpson è il primo ufficiale seduto sulla sinistra; si riconoscono inoltre: George Patton, Carl Spaatz, Dwight Eisenhower, Omar Bradley, Courtney H. Hodges, Leonard T. Gerow.

Dopo la vittoriosa conclusione della dura battaglia delle Ardenne il generale Simpson rimase al comando della 9ª Armata e, sempre inserito nel 21º Gruppo d'armate, condusse con abilità la operazione Grenade che ebbe inizio il 23 febbraio 1945  e colse di sorpresa i tedeschi. Con tre corpi d'armasta (16°, 19° e 13°) Simpson attaccò sulla Roer mentre l'acqua era ancora alta (a causa dell'apertura delle dighe da parte tedesca) ma l'avanzata continuò con successo ed entro il 5 marzo gli americani si congiusero con i canadesi e raggiunsero Düsseldorf, schierandosi lungo la riva occidentale del Reno.
Il 23 marzo il generale Simpson prese parte alla grande offensiva del feldmaresciallo Montgomery per attraversare il Reno a Wesel (operazione Plunder). La gigantesca operazione, a cui assistette Winston Churchill accanto ai generali Brooke, Eisenhower, Montgomery e Simpson, venne condotta con una schiacciante superiorità di mezzi e si sviluppò vittoriosamente nonostante la coraggiosa resistenza tedesca. Dopo aver attraversato il grande fiume le divisioni corazzate della 9ª Armata di Simpson avanzarono in profondità per aggirare da nord la regione della Ruhr e collegarsi con la 1ª Armata americana del generale Hodges, proveniente dalla testa di ponte di Remagen. Di fronte ad una resistenza debole, le colonne mobili americane progredirono velocemente e il 1º aprile la 2ª Divisione corazzata di Simpson si ricongiunse a Lippstadt con la 3ª Divisione corazzata di Hodges chiudendo la grande sacca della Ruhr dove rimase accerchiato l'intero Gruppo d'armate B tedesco. Finalmente, dopo il congiungimento, l'armata del generale Simpson ritornò sotto il comando del 12º Gruppo d'armate del generale Bradley per partecipare all'ultima fase dell'avanzata in Germania.
Durante la marcia finale il generale Simpson guidò con notevole energia le sue colonne meccanizzate e, dopo aver respinto un debole contrattacco della Panzer-Division Clausewitz, raggiunse per primo l'Elba l'11 aprile. A guidare l'avanzata furono la 2ª Divisione corazzata, che arrivò per prima a Wittenberge, la 5ª Divisione corazzata, la 84ª Divisione fanteria, che occupò Hannover il 10 aprile, la 102ª Divisione fanteria, e la 83ª Divisione fanteria che attraversò con successo a Barby. Nonostante un insuccesso locale subito a Magdeburgo dalla 2ª Divisione corazzata contro le forze raccogliticce del generale Walther Wenck, l'83ª Divisione fanteria rafforzò la sua testa di ponte a Barby e il generale Simpson credette di poter raggruppare le sue forze per attaccare direttamente verso Berlino, anticipando i sovietici ancora fermi sull'Oder.
Il 15 aprile il generale Simpson comunicò al generale Bradley i suoi piani per attaccare Berlino, ma venne immediatamente convocato al quartier generale del 12º Gruppo d'armate dove Bradley non poté che comunicargli la decisione, presa direttamente da Eisenhower, di sospendere l'avanzata e rimanere fermi sull'Elba per attendere l'arrivo dei sovietici. Il deluso Simpson quindi si recò tra le sue truppe a Barby e comunicò a sua volta al generale di brigata Sidney R. Hinds, comandante del Combat Command B della 2ª Divisione corazzata che l'avanzata era terminata e che non ci sarebbe stata alcuna marcia su Berlino. Il generale Simpson finiva in questo modo la sua campagna di guerra alla testa della 9ª Armata, dopo aver mostrato preparazione ed energia e dopo essersi avvicinato più di qualsiasi generale alleato alla capitale del Terzo Reich.

### Gli ultimi anni
Il generale Simpson ritornò negli Stati Uniti nel giugno 1945 e venne quindi brevemente impegnato in una missione militare in Cina prima di assumere il comando a Memphis della 2ª Armata; William Simpson si ritirò dal servizio attivo nel novembre 1946 e venne promosso generale d'armata nella lista degli ufficiali ritirati nel 1954. Il generale statunitense è deceduto nel 1980 ed è sepolto al cimitero militare di Arlington accanto a sua moglie.
Ufficiale modesto e riservato, William Simpson non raggiunse grande notorietà durante la guerra (anche se ottenne una copertina della rivista TIME nel febbraio 1945) ma era altamente considerato da Eisenhower, e si dimostrò capace e abile nella condotta di operazioni mobili, tra i più competenti generali americani impegnati in Europa durante la seconda guerra mondiale.